# 760 v.Chr.

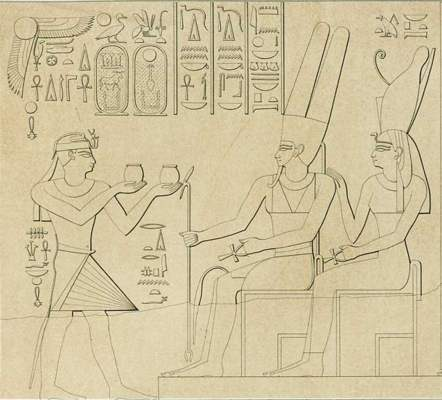
Farao Kashta in Djebel Barkal (Soedan).

Het jaar 760 v.Chr. is een jaartal volgens de christelijke jaartelling.

## Gebeurtenissen

### Egypte
- Farao Kasjta (760-747 v.Chr.?) is de stamvader van de koningen van Koesj (huidige Soedan).
- Kashta wordt de eerste "zwarte farao" van de 25e dynastie van Egypte in Koesj en benoemt zijn dochter Amenirdis I tot hoofdpriesteres in Thebe.